# Jüdische Gemeinde Dernau

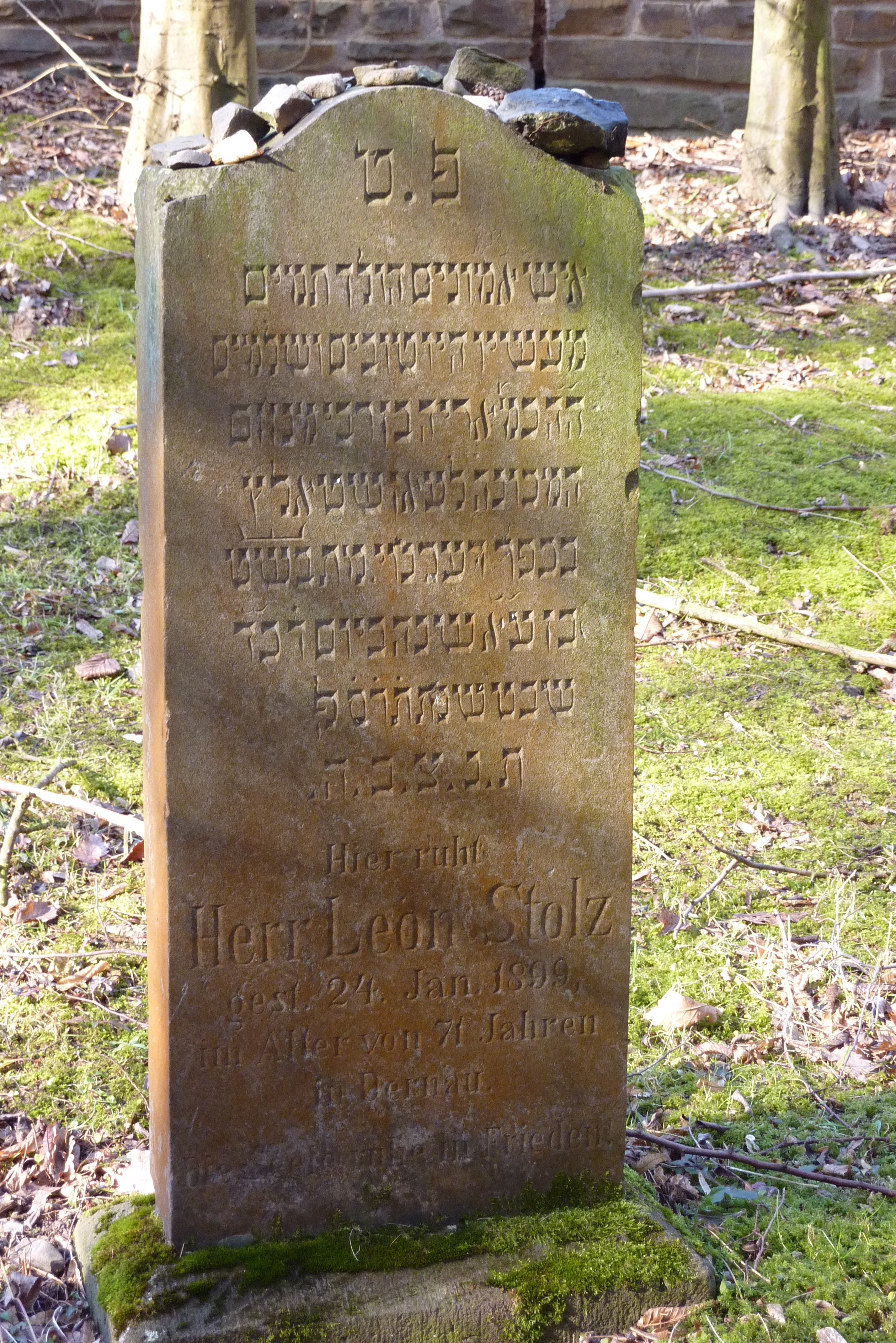
Grabstein von Leon Stolz auf dem jüdischen Friedhof in Dernau

Eine Jüdische Gemeinde in Dernau, einer Gemeinde im Landkreis Ahrweiler in Rheinland-Pfalz, ist seit dem Ende des 17. Jahrhunderts nachgewiesen.

## Geschichte
In einer hebräischen Handschrift in Oxford/England wird 1616 von einem Moses ben Meir genannt Moses Ternau berichtet, der als Beisitzer an einem Schiedsgericht in Bonn teilnimmt.(Dissertation: Klein, Birgit E., Wohltat und Hochverrat; Juda bar Chaijm und die Juden im Alten Reich)
Hierbei dürfte es sich um den 1619 in den Ahrweiler Ratsprotokollen genannten „Moschell Judt zu Dernaw“ handeln. In den Jahren 1609 bis 1619 sind des Weiteren in den Ahrweiler Ratsprotokollen die Dernauer Juden Simon und Levi dokumentiert. Für das Jahr 1694 ist ein Dokument in Dernau erhalten, welches ein Weinhandelsgeschäft des dortigen Juden Isaac Senior bestätigt. (Bertram, M. Buch: „in einem anderen Lande“)
Im Jahr 1690 werden die Dernauer Juden Isaac, Noe und Andres genannt und 1723 der Jude Cursman.
Ab Mitte des 19. Jahrhunderts ging durch Auswanderung und Wegzug in die Städte die Zahl der Juden in Dernau zurück. Als Ahrweiler nach dem Gesetz von 1847 Sitz eines Synagogenbezirks werden sollte, schlossen sich die jüdische Gemeinde Dernau und die jüdische Gemeinde Ahrweiler zusammen. Viele der Dernauer Juden zogen anschließend nach Ahrweiler und Neuenahr. (Familien Heymann und Baer)
Die jüdische Gemeinde Dernau hatte einen Betsaal und einen Raum für den Unterricht der Kinder im Haus der Familie Heymann. Von 1801 bis 1847 wird von einer jüdischen Schule und insgesamt sechs jüdischen Lehrern berichtet. Ein rituelles Bad (Mikwe) gab es ebenfalls, außerdem einen jüdischen Friedhof, den ältesten im Kreis Ahrweiler.

## Betsaal bzw. Synagoge

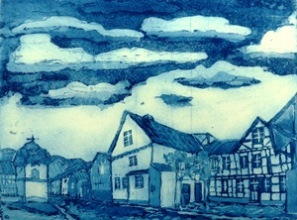
Synagoge bzw. Betstube und Jüdische Schule zu Dernau im 19. Jahrhundert. Hof der Familie Heymann

Spätestens seit dem 18. Jahrhundert gab es eine Betstube und einen jüdischen Friedhof in Dernau. Der um 1750 geborene Jacob Heimann (geboren als Heiman Isaac) gilt als „Gründer der Dernauer Synagoge und Förderer des jüdischen Kultus an der Ahr“.  Von 1796 bis 1844 besuchten auch die Mitglieder der jüdischen Gemeinde Ahrweiler und die Juden aus Lantershofen die Betstube/Synagoge im Hause der Familie Heymann in Dernau. 1844 wurde dann eine Betstube in Ahrweiler eingerichtet, die ab ca. 1855 auch von den Dernauer Juden besucht wurde.

## Gemeindeentwicklung
| Jahr | Gemeindemitglieder |
| ---- | ------------------ |
| 1808 | 20 Personen        |
| 1823 | 44 Personen        |
| 1858 | 38 Personen        |
| 1895 | 14 Personen        |
| 1933 | 13 Personen        |

## Nationalsozialistische Verfolgung

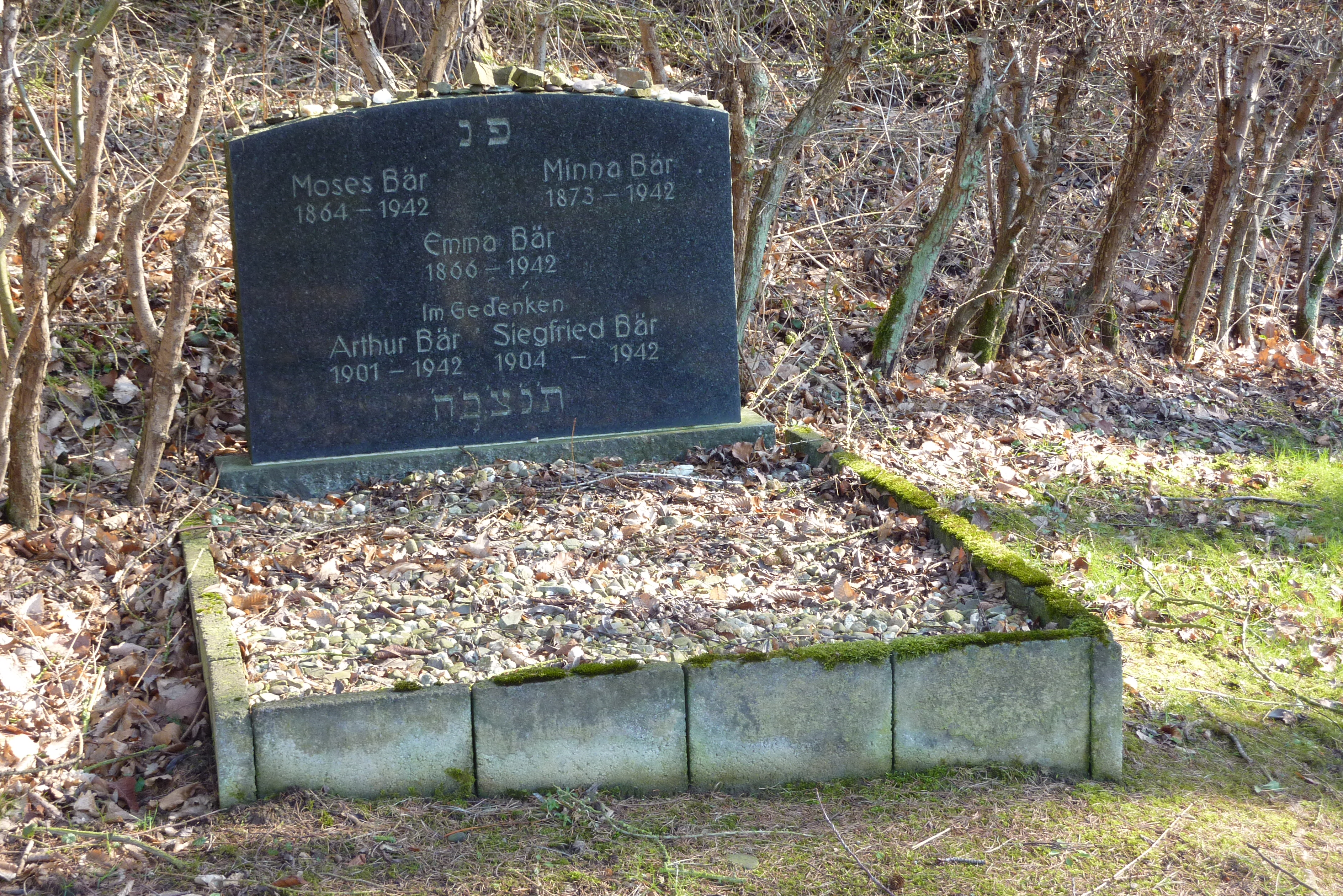
Grab der Familie Bär auf dem jüdischen Friedhof Dernau, nach 1945 errichtet

1933 wurden noch 13 jüdische Einwohner in Dernau gezählt: die Familie des Viehhändlers Jakob Schweitzer (Bonner Straße 8), dessen Sohn Jacob 1939 in die USA auswanderte, und die Familie Bär. Beim Novemberpogrom 1938 wurden die Fenster des Hauses der Familie Bär zerschlagen und die Einrichtungs- und Wertgegenstände wurden auf die Straße geworfen.
Das Gedenkbuch des Bundesarchivs verzeichnet vier in Dernau geborene jüdische Bürger, die dem Völkermord des nationalsozialistischen Regimes zum Opfer fielen.